# Echemus giaii
Echemus giaii är en spindelart som beskrevs av Gerschman och Rita Delia Schiapelli 1948. Echemus giaii ingår i släktet Echemus och familjen plattbuksspindlar. Inga underarter finns listade i Catalogue of Life.